# 弗雷 (北部省)
弗雷（法語：Vred，法語發音：[vʁɛ]）是法国上法蘭西大區北部省的一个市镇，位于该省中部偏东，属于杜埃区。

## 地理
弗雷（50°23'38"N, 3°13'53"E）面积3.42 平方千米，位于法国上法蘭西大區北部省，该省份为法国最北部的省份及最长的省份，西北濒北海，西接加来海峡省，南至埃纳省和索姆省，东与比利时接壤。
与弗雷接壤的市镇（或旧市镇、城区）包括：马尔谢讷、佩康库尔、略莱。

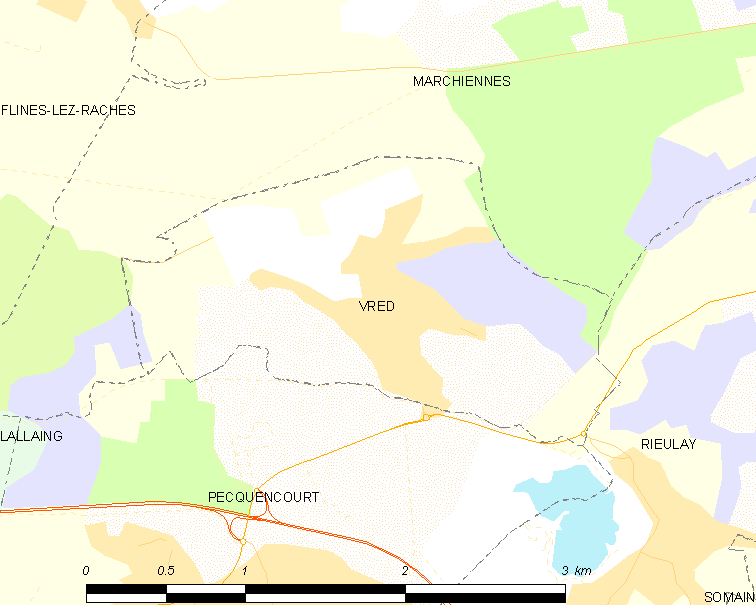
的OSM定位图

弗雷的时区为UTC+01:00、UTC+02:00（夏令时）。

## 行政
弗雷的邮政编码为59870，INSEE市镇编码为59629。

## 政治
弗雷所属的省级选区为桑勒诺布勒县。

## 人口

1962-2008年间人口变化图示

弗雷于2022年1月1日时的人口数量为1311人。